# Anastasija Prakapienka
Anastasija Walerjeuna Prakapienka, z domu Samusiewicz (biał. Анастасія Валер’еўна Пракапенка (Самусевіч); ur. 20 września 1985 w Słucku) – białoruska pięcioboistka nowoczesna. Brązowa medalistka igrzysk olimpijskich z Pekinu (2008).
Pierwotnie Samusiewicz zajęła na igrzyskach olimpijskich 2008 w Pekinie czwarte miejsce, zaś brązowy medal zdobyła Ukrainka Wiktorija Tereszczuk. W 2017 roku Tereszczuk została zdyskwalifikowana za doping. Próbka B potwierdziła, że w jej organizmie wykryto steryd anaboliczny turinabol, przez co brązową medalistką olimpijską została Białorusinka.